# Pebble
Pebble（全稱：Pebble Technology Corp.）是美國的智能手錶研製企業，成立於2012年4月，於2016年12月7日被Fitbit併購，現已停止運作，並不再生產任何設備與服務。

## 事件
Pebble的智能手錶起初是通過Kickstarter公眾集資平台籌集資金，於2016年12月7日公司清算後，部分資助者可取得退款。

## 產品
- Pebble 2
- Pebble Classic
- Pebble Core
- Pebble Steel
- Pebble Time
- Pebble Time 2
- Pebble Time Round
- Pebble Time Steel
- Pebble OS

## 外部連結
- （英文）Pebble（页面存档备份，存于）